# Panoz
A Panoz é uma fabricante de carros. Além dos seus carros de estrada, esta empresa também está em campeonatos de corridas. A Panoz forneceu chassis à Superleague Fórmula e participou no FIA-GT e nas American Le Mans Series com a sua equipa oficial.
Na Indy Race League, o chassis Panoz G-Force foi usado por algumas equipas, como a Chip Ganassi Racing e a Rahal Letterman Racing.
Os seus carros e equipas somaram quatro vitórias nas 500 milhas de Indianápolis, dois campeonatos de Fórmula Indy, 24 horas de Le Mans (classe de GT) e 12 horas de Sebring (classe de GT), e campeonatos nas competições Trans Am e SRO Motorsports America GT4.